# Catedral de San Eugenio (Santa Rosa)
La catedral de San Eugenio (en inglés: Cathedral of Saint Eugene) es la catedral de la diócesis de Santa Rosa. Está localizada en Santa Rosa, California. Es la sede del obispo de Santa Rosa. La parroquia fue fundada en 1950 y se convirtió en catedral cuando la diócesis de Santa Rosa fue establecida por Juan XXIII el 13 de enero de 1962.